# Prosotas aluta
Prosotas aluta är en fjärilsart som beskrevs av Druce 1873. Prosotas aluta ingår i släktet Prosotas och familjen juvelvingar. Inga underarter finns listade i Catalogue of Life.

## Bildgalleri

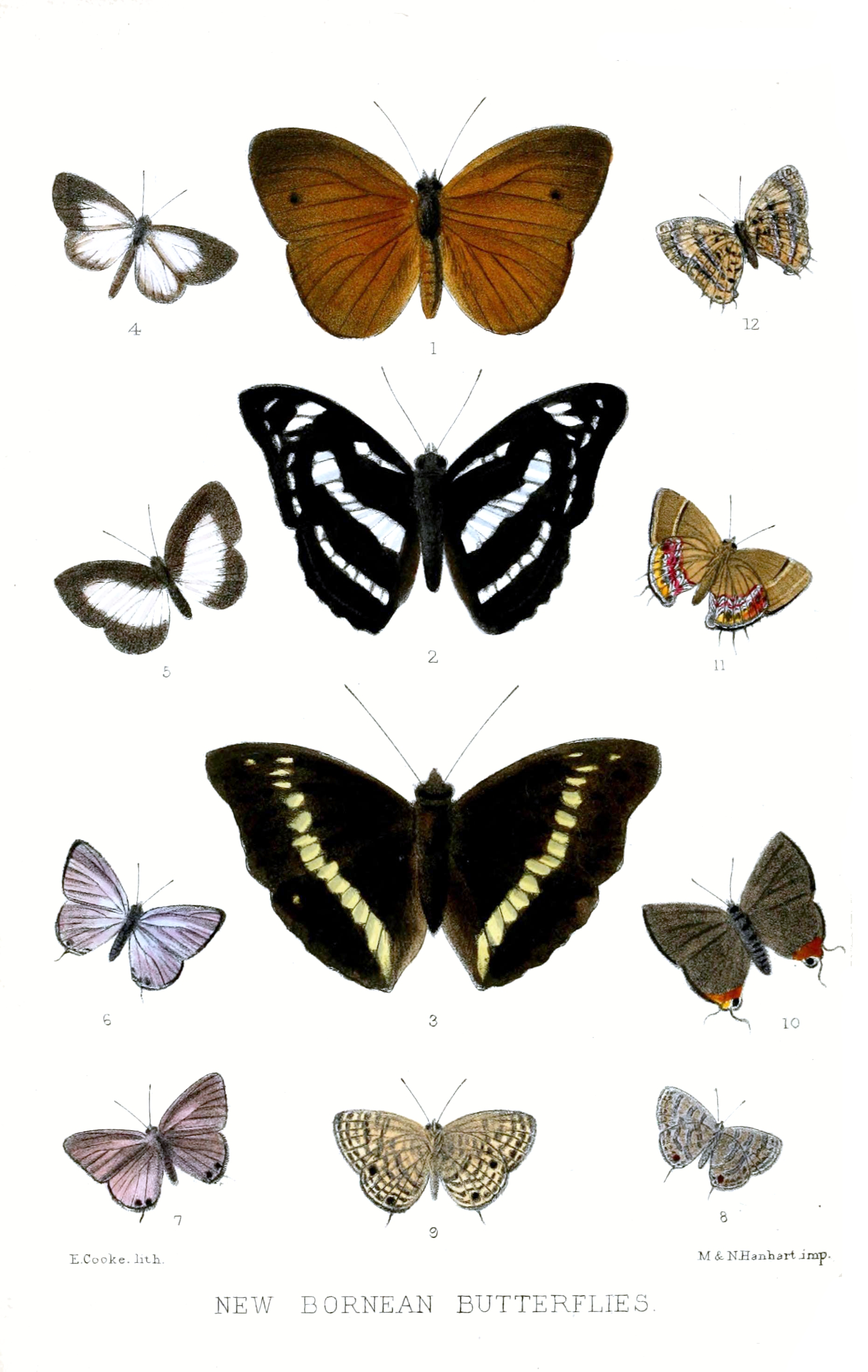
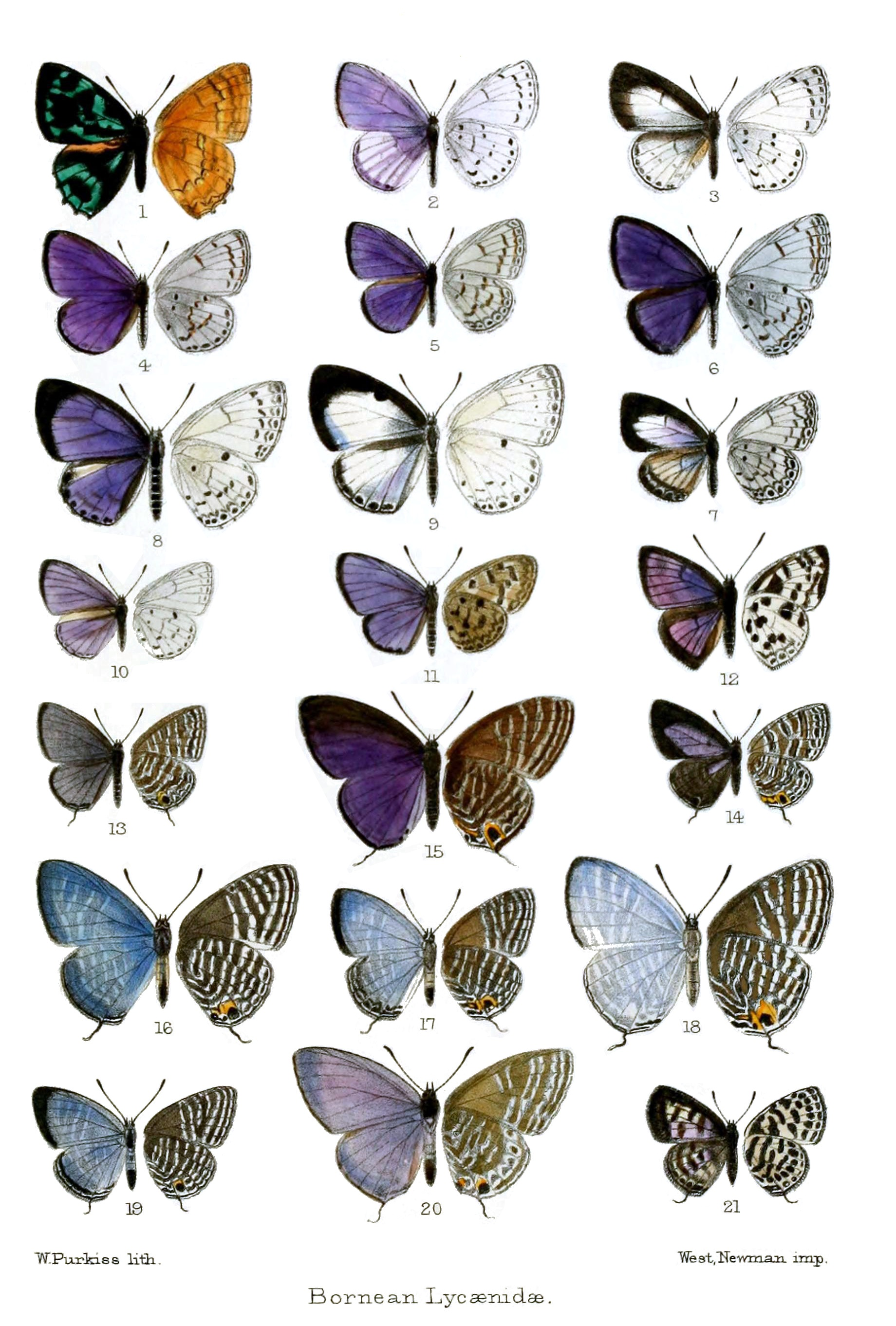
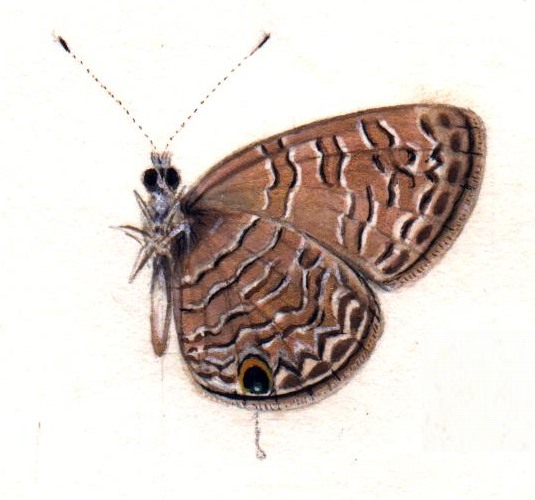
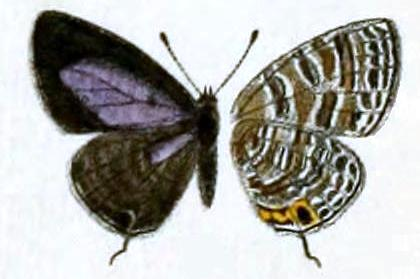
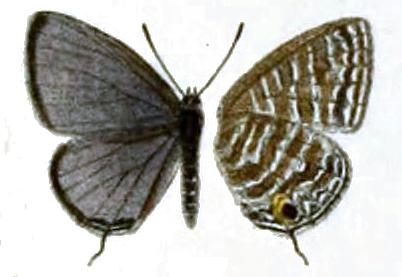
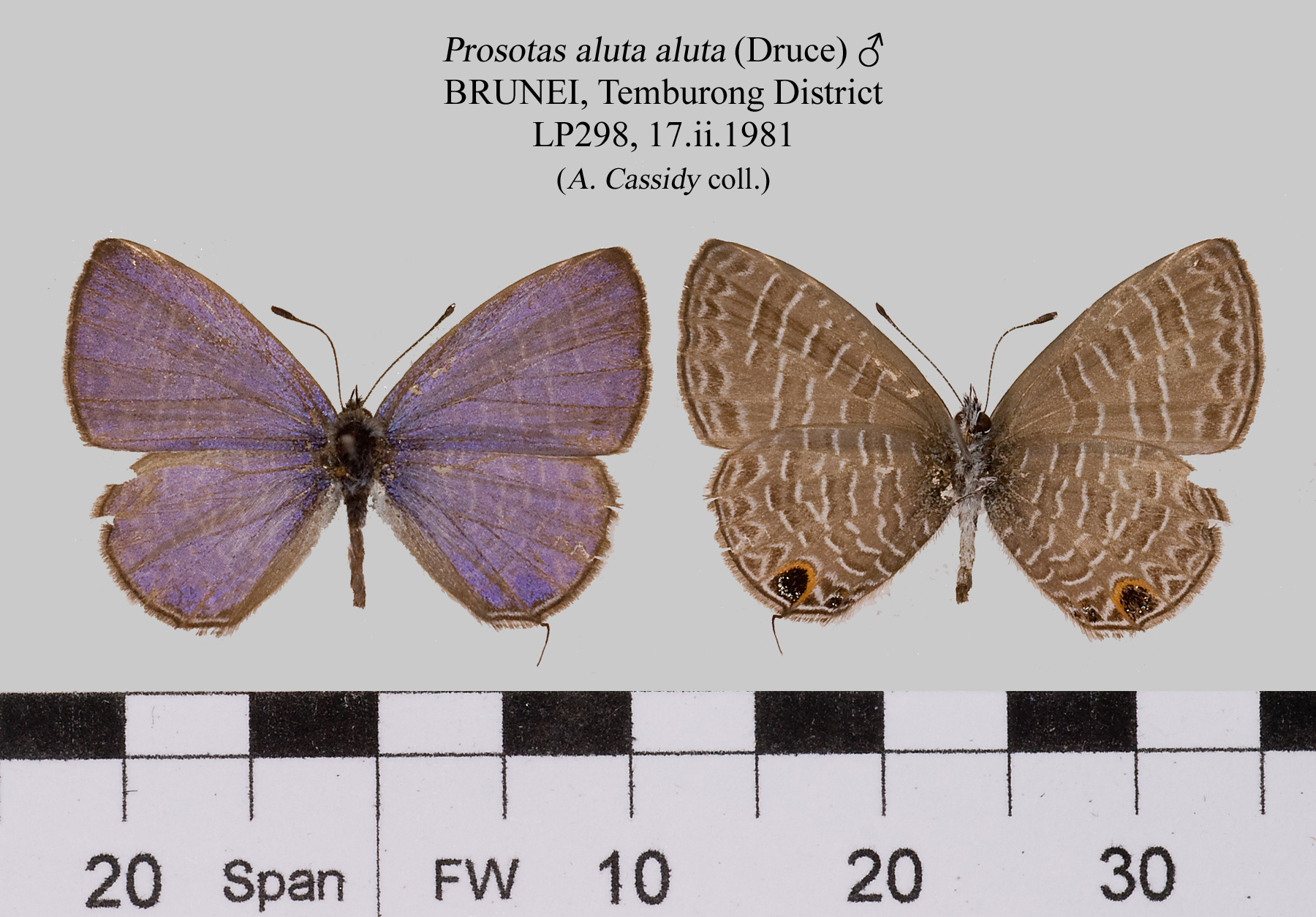